# Feliks Maciszewski
Feliks Antoni Maciszewski (ur. 31 maja 1884 we Lwowie, zm. 16 września 1957 w Raton) – generał brygady Wojska Polskiego, doktor praw.

## Życiorys
Urodził się we Lwowie, w rodzinie Maurycego Michała Antoniego (1848–1917), dyrektora gimnazjum, i Mieczysławy Joanny z Pohoreckich (1855–1935). W 1902 ukończył c. k. Gimnazjum w Tarnopolu. Absolwent prawa lwowskiego Uniwersytetu Franciszkańskiego, Uniwersytetu Wiedeńskiego i Uniwersytetu Jagiellońskiego, gdzie uzyskał tytuł doktora praw. W czasie studiów działał w Towarzystwie Gimnastycznym „Sokół”. W okresie od sierpnia 1914 do lipca 1917 pełnił służbę w sądownictwie wojskowym Legionu Wschodniego i Legionów Polskich jako członek sądu polowego. Po kryzysie przysięgowym prowadził prywatną praktykę adwokacką.
Od listopada 1918 do października 1921 sędzia Sądu Wojskowego Okręgu Generalnego „Warszawa” w Warszawie. 24 czerwca 1920 został zatwierdzony z dniem 1 kwietnia 1920 w stopniu podpułkownika, w Korpusie Sądowym, w grupie oficerów byłych Legionów Polskich. W okresie od października 1921 do sierpnia 1926 szef Grupy I Korpusu Kontrolerów. 3 maja 1922 roku został zweryfikowany w stopniu pułkownika ze starszeństwem z dniem 1 czerwca 1919 roku i 12. lokatą w korpusie oficerów kontrolerów. Od sierpnia 1926 do maja 1929 szef tego korpusu. 1 stycznia 1928 został mianowany na stopień generała brygady ze starszeństwem z 1 stycznia 1928 i 14. lokatą w korpusie generałów. W maju 1929 został przeniesiony w stan nieczynny, a w marcu 1932 przeniesiony do rezerwy. 
Osadnik wojskowy na Kresach Wschodnich w powiecie słonimskim.
Pracował w dziedzinie gospodarczej: prezes Rady Nadzorczej, a następnie dyrektor Banku Gospodarstwa Krajowego (BGK). W 1931 był prezesem rady nadzorczej spółki akcyjnej Przemysł Chemiczny „Boruta” w Zgierzu. Od 1 stycznia 1933 do wybuchu II wojny światowej z ramienia BGK prezes Zarządu i dyrektor zarządzający Zjednoczonych Zakładów Przemysłowych Karola Scheiblera i Ludwika Grohmana w Łodzi, po przejęciu przez ten bank kontroli nad tymi największymi podówczas zakładami włókienniczymi w Polsce i jednymi z największych w Europie. Dzięki sprawności organizacyjnej oraz polepszającej się w II połowie lat 30. XX wieku koniunkturze zdołał uchronić je od upadku. Był też prezesem Polsko-Egipskiej Izby Handlowej oraz Izby Przemysłowo-Handlowej w Łodzi.
W 1939 przedostał się na Zachód. Ostatnie lata życia spędził w USA. Zmarł 16 września 1957 w Raton. Pochowany na Cmentarzu Mount Calvary w Raton.
Feliks Maciszewski w 1909 ożenił się z Marią Dettloff.

## Ordery i odznaczenia
- Krzyż Oficerski Orderu Odrodzenia Polski (27 grudnia 1924)[13][7]
- Krzyż Walecznych (dwukrotnie)[7]
- Medal Niepodległości (20 grudnia 1932)[14]
- Medal Pamiątkowy za Wojnę 1918–1921[1]
- Medal Dziesięciolecia Odzyskanej Niepodległości[1]